# Zdzisław Ambroziak

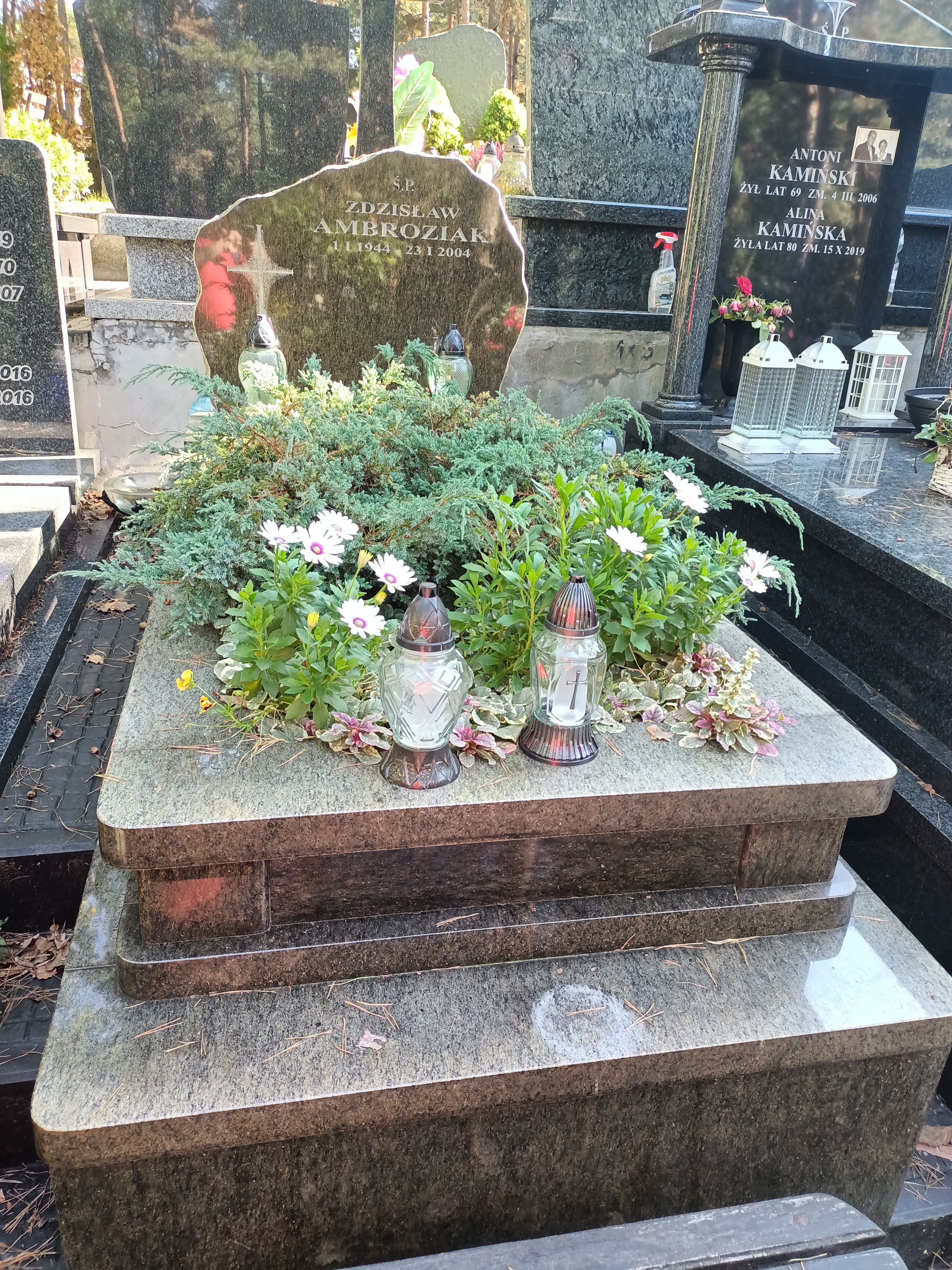
Grób Zdzisława Ambroziaka na cmentarzu w Wesołej

Zdzisław Stanisław Ambroziak (ur. 1 stycznia 1944 w Warszawie, zm. 23 stycznia 2004 tamże) – były polski siatkarz, grający na pozycji atakującego lub przyjmującego, a następnie trener siatkarski oraz dziennikarz, felietonista i komentator sportowy.

## Kariera sportowa

### Klubowa
Był graczem czterech stołecznych klubów siatkarskich – Orła, Spójni, AZS-AWF i Skry. Trzykrotny mistrz Polski (1965, 1966, 1968), dwukrotny wicemistrz kraju (1967, 1970), jednokrotny brązowy medalista (1969) i jednokrotny finalista Pucharu Polski (1970) w barwach warszawskiego AZS-AWF. W 1972 r. otrzymał od ówczesnych władz państwowych zgodę na wyjazd zagranicę i wyemigrował do Włoch. Najpierw, w latach 1972–1976, grał w Petrarce Pallavolo Padwa (pierwszy sezon – w Serie B, a trzy kolejne – w Serie A), następnie w latach 1977–1979 w Volley Gonzadze Mediolan (w Serie A1), a karierę zawodniczą zakończył w 1981 r. w Di.Po. Vimercate (liga regionalna i Serie A2).

### Reprezentacyjna
W latach 1963–1972 w seniorskiej reprezentacji Polski rozegrał 220 spotkań, występując z nią na igrzyskach olimpijskich w Meksyku 1968 (5. miejsce) i w Monachium 1972 (9. miejsce). Jego pierwszą wielką imprezą międzynarodową w „biało-czerwonych” były mistrzostwa Europy 1963 (6. miejsce). Z drużyną narodową zdobył brązowy medal mistrzostw Europy 1967 w Stambule, który był pierwszym „krążkiem” polskiej kadry mężczyzn w imprezie tej rangi. Dwukrotnie uczestniczył w mistrzostwach świata – w 1966 r. (6. miejsce) i w 1970 r. (5. miejsce). W 1965 r. wywalczył srebro pucharu świata. Grę w reprezentacji zakończył po wyjeździe do Włoch, tuż przed erą największych sukcesów „biało-czerwonych”.

## Kariera trenerska
Po zakończeniu kariery sportowej pozostał jeszcze przez jakiś czas we Włoszech, pracując jako trener. W sezonie 1984/85 był szkoleniowcem Di.Po. Vimercate, przyczyniając się do historycznego awansu z Serie A2 do Serie A1. W grudniu 1985 r. (w połowie sezonu 1985/86) został jednak zwolniony z powodu słabych wyników tej drużyny w najwyższej klasie rozgrywkowej.

## Dziennikarstwo
Po zakończeniu kariery sportowej pracował jako dziennikarz, komentator prasowy i telewizyjny. Oprócz siatkówki zajmował się tenisem. Z dziennikarstwem związał się w 1966 r. jeszcze jako siatkarz. Przekazywał wtedy wiadomości ze zgrupowań kadry redakcji Sportowca, z którym współpracował w latach 1969–1990. Pisał również w Nowej Europie (1991–1993) i Gazecie Wyborczej (1998–2003). Komentował mecze siatkarskie oraz zawody tenisowe w kilku stacjach telewizyjnych, m.in. w TVP i polskim Eurosporcie.

## Życie prywatne
Był synem Stanisława Ambroziaka i Wacławy Anny zd. Rozenthal. W 1961 r. ukończył stołeczne Liceum Ogólnokształcące im. B. Prusa, a w 1972 r. Akademię Wychowania Fizycznego w Warszawie, otrzymując tytuł magistra w-f na kierunku trenerskim. Był żonaty z reprezentantką Polski w wioślarstwie – Ewą zd. Gołębiowską, z którą miał trójkę dzieci. Zagrał epizodyczne role w filmach Juliusza Machulskiego Deja vu i Kiler-ów 2-óch oraz jednym z odcinków serialu telewizyjnego Matki, żony i kochanki. Zmarł niespodziewanie 23 stycznia 2004. Został pochowany na cmentarzu parafii Opatrzności Bożej w Wesołej.